# Kappadihantha, Krishnarajanagara
Kappadihantha là một làng thuộc tehsil Krishnarajanagara, huyện Mysore, bang Karnataka, Ấn Độ.